# Jan Gissberg
Jan Gissberg, född 13 augusti 1948, är en svensk tecknare, regissör och animatör. Gissberg har bland annat regisserat filmerna Pelle Svanslös, Pelle Svanslös i Amerikatt, Kalle Stropp och Grodan Boll räddar Hönan och Kalle Stropp och Grodan Boll på svindlande äventyr samt tecknat serierna 91:an Karlsson och Lilla Fridolf.
Gissberg började att teckna redan som liten. Efter gymnasiet utbildade han sig på reklam/illustrationslinjen på Konstfack men avbröt studierna för att ägna sig åt animation och serieteckning.

## Verk i urval
- Sjörövarfilmen, 1982, animation på basis av Lennart Hellsings Sjörövarbok